# Douglas Fairbanks (színművész, 1883–1939)
Douglas Elton Fairbanks Sr., született Douglas Elton Thomas Ullman (Denver, Colorado, 1883. május 23. – Santa Monica, Kalifornia, 1939. december 12.) amerikai színész, forgatókönyvíró, rendező és producer.
A némafilm korszak legendája, többek között a Zorro jele (1920), A három muskétás (1921), a Robin Hood (1922), A bagdadi tolvaj (1924) és A fekete kalóz (1926) című filmek főszereplője.

## Élete és pályafutása
Douglas Elton Thomas Ullman néven látta meg a napvilágot a Colorado állambeli Denverben, Hezekiah Charles Ullman és Ella Adelaide Marsh gyermekeként. Féltestvére John Fairbanks (született 1873).
Douglas apja, aki Pennsylvaniában született, prominens New York-i zsidó ügyvéd volt. Az ő szülei Badenből vándoroltak még ki Amerikába az 1830-as években. Az édesanyja római katolikus családban született, New Yorkban.
Douglas fiatalon kezdte meg színházi pályafutását egy denveri amatőr színházban. Egy észak-denveri középiskolában tanult, ahol kezelhetetlen diákként tartották számon, egyszer felöltöztette az iskola szobrát Szent Patrik napján. Felsőévesen otthagyta az iskolát. A Colorado School of Mines-ban érettségizett, utána a Harvardon folytatta tanulmányait.
Fairbanks az 1900-as évek kezdetén költözött New Yorkba, ahol megkezdte színészi karrierjét. Mielőtt debütált a Broadway színpadán 1902-ben, egy vasáruboltban dolgozott és hivatalnok volt egy Wall Street-i irodában.
1907. július 11-én Rhode Island-en feleségül vette Anna Beth Sullyt, Daniel J. Sully egészségügyi nagyiparos leányát. Egy fiuk született, Douglas (Elton) Fairbanks, 1909. december 9-én, aki szintén ismert színész lett, (2000. május 7-én halt meg). A család 1915-ben Hollywoodba költözött.
Fairbanks aláírt egy szerződést a Triangle Pictures-el és D.W. Griffith-el kezdett dolgozni.

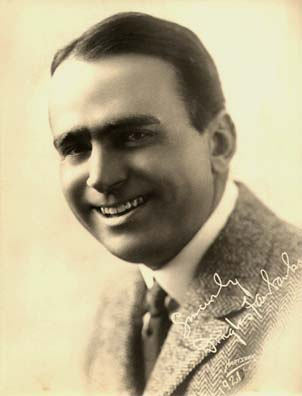
Egy dedikált fényképe 1921-ből

Mary Pickfordal, a híres színésznővel és üzletasszonnyal egy partin ismerkedett meg 1916-ban. Hamarosan viszonyuk lett egymással. 1917-ben a pár Charlie Chaplin társaságában vonattal körbeutazta az Egyesült Államokat. Pickford és Chaplin ekkoriban Hollywood két legjobban fizetett filmcsillaga volt. Fairbanks megalapította saját produkciós cégét, a Douglas Fairbanks Film Corporationt. A színész 18 hónappal a film fővárosába érkezése után népszerűsége és üzleti tehetsége folytán a harmadik legjobban fizetett sztárrá vált. A stúdiók, hogy letörjék hatalmas fizetésüket, megpróbálták teljesen irányításuk alá vonni és monopolizálni a filmterjesztést, illetve a filmbemutatókat.
1918. december 1-jén, New Rochelle-ben Beth elvált Fairbanks-től és a bíróság az asszonynak ítélte közös fiuk felügyeleti jogát is. A végzés, amelyen a válás okaként „egy ismeretlen nő” szerepelt 1919. március 5-én vált jogerőssé.
Fairbanks, Pickford, Chaplin, és D. W. Griffith 1919-ben megalapította a United Artists stúdiót, amely saját gyártású filmeket forgalmazott és művészeinek alkotói szabadságot hagyott.
Fairbanks elhatározta, hogy feleségül veszi Pickfordot, de ő még a színész Owen Moore házastársa volt. Mindketten tartottak a válással járó sajtóérdeklődéstől és rossz publicitástól, mivel a közönség ezt követő házasságuk esetén bojkottálhatta volna filmjeiket. A végén Douglas ultimátumot adott Marynek, akinek egy nevadai kisvárosban 1920. március 2-án sikerült kieszközölnie a gyors válást.
A pár 1920. március 28-án házasodott össze egy baptista templomban, és Los Angeles-ben a West Fourth Street-en találtak közös otthonra. Londonba és Párizsba utaztak nászútra, majd ők lettek az első hollywoodi sztárházaspár.
1920-ban Fairbanks 29 vígjátékban játszott. Vonzotta a lehetőség, hogy kosztümös filmekben dolgozzon. Ekkor készítette a Zorro jele című filmet, amely szupersztárrá tette.
1921-ben Pickforddal és Chaplinnel segítettek megszervezni a Motion Picture and Television Fund-ot.
Az első ceremóniaként 1927. április 30-án letették Hollywoodban a Grauman’s Chinese Theater alapkövét. Fairbanks-et szavazták meg a Motion Picture Academy of Arts and Sciences első elnöknek és ő volt a házigazda az első Oscar-díj kiosztáson.
A legutolsó némafilmje a A vasálarcos volt (1929-ben). Feleségével játszottak az első hangosfilmben, Petruchio és Kate figuráját alakították Shakespeare Makrancos hölgyében 1929-ben. Az utolsó filmje a Don Juan magánélete lett (1934-ben).
Később viszonyt kezdett Sylvia Ashley színésznővel és 1933-ban elköltözött Pickfordtól. 1936-ban elváltak és március 7-én Párizsban Fairbanks összeházasodott Ashleyvel. Nyugdíjas éveit feleségével a kaliforniai Santa Monica-ban a 705 Ocean Front alatt álló házban élte le.
1939. december 12-én körülbelül 12:45-kor, 56 évesen Douglas Fairbanks alvás közben szívrohamban halt meg otthonában. A temetési szertartása a Wee Kirk o' the Heather templomban volt a kaliforniai Glendale-ben.
Douglas Fairbanks kéz és láblenyomata a Grauman's Chinese Theater előtt található a 7020 Hollywood Boulevard címen.

## Filmjei

### Színészként
- 1915: A gyáva (The Lamb) – Gerald
- 1915: Martyrs of the Alamo

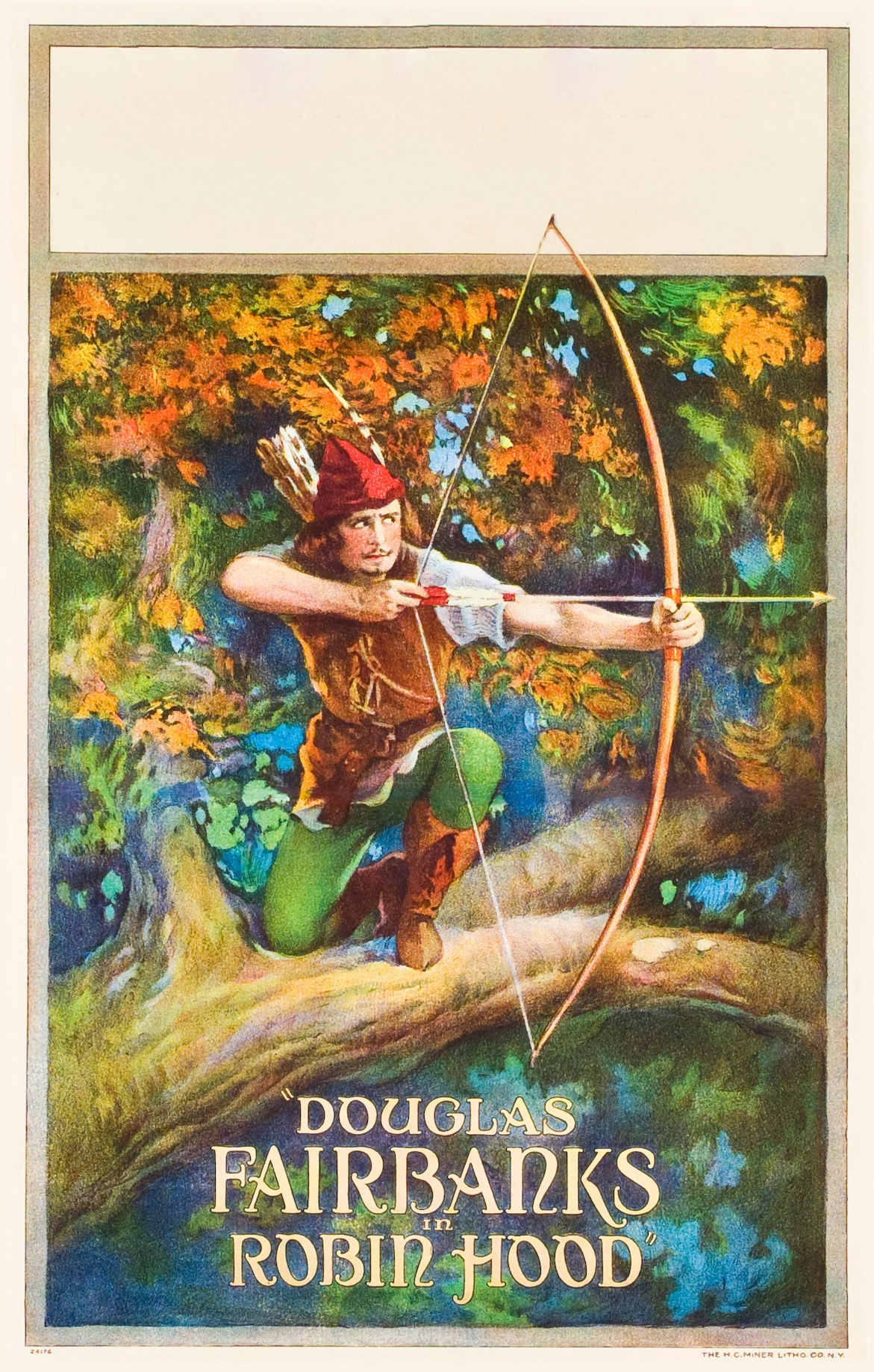
A Robin Hood c film posztere (1922)

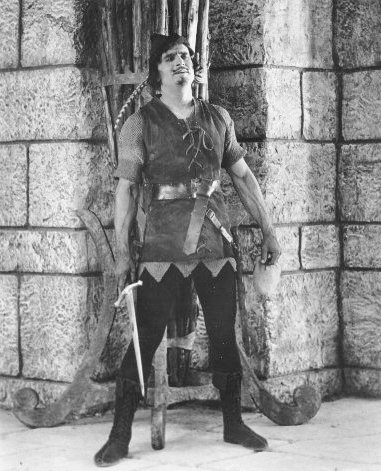
Fairbanks Robin Hood szerepében

- 1915: Double Trouble – Florian Amidon/Eugene Brassfield
- 1916: Az ő képe az újságokban (His Picture in the Papers) – Pete Prindle
- 1916: The Habit of Happiness – Sunny Wiggins
- 1916: The Good Bad Man – Passin’ Through
- 1916: Reggie Mixes In – Reggie Van Deuzen
- 1916: A hal rejtélye (The Mystery of the Leaping Fish) – Coke Ennyday
- 1916: Flirting with Fate – Augy Holliday
- 1916: The Half-Breed – Lo Dorman
- 1916: Türelmetlenség, Intolerance: Love’s Struggle Through the Ages – férfi fehér lovon (francia szakasz)
- 1916: Manhattan Madness – Steve O’Dare
- 1916: American Aristocracy – Cassius Lee
- 1916: The Matrimaniac – Jimmie Conroy
- 1916: The Americano – Blaze Derringer
- 1917: All-Star Production of Patriotic Episodes for the Second Liberty Loan
- 1917: In Again, Out Again – Teddy Rutherford
- 1917: A vadember (Wild and Woolly) – Jeff Hillington
- 1917: Down to Earth – Billy Gaynor
- 1917: The Man From Painted Post – ’Fancy Jim’ Sherwood
- 1917: Reaching for the Moon – Alexis Caesar Napoleon Brown
- 1917: A gáncsnélküli lovag (A Modern Musketeer) – Ned Thacker
- 1918: Sic ’Em, Sam – Democracy
- 1918: Headin’ South – Headin South
- 1918: Mr. Fix-It – Dick Remington
- 1918: Say! Young Fellow – fiatalember
- 1918: Bound in Morocco – George Travelwell
- 1918: He Comes Up Smiling – Jerry Martin
- 1918: Arizona – Lt. Denton
- 1919: A modern lovag (The Knickerbocker Buckaroo) – Teddy Drake
- 1919: Tettek lovagja (His Majesty, the American) – William Brooks
- 1919: When the Clouds Roll by – Daniel Boone Brown
- 1920: Anyámasszony katonája (The Mollycoddle) – Richard Marshall III, IV and V
- 1920: Zorro jele (The Mark of Zorro) – Don Diego Vega/Señor Zorro
- 1921: The Nut – Charlie Jackson
- 1921: A három testőr (The Three Musketeers) – D’Artagnan
- 1922: Robin Hood – Earl of Huntingdon/Robin Hood
- 1924: A bagdadi tolvaj (The Thief of Bagdad) – a bagdadi tolvaj
- 1925: Kard és korbács (Don Q Son of Zorro) – Don Cesar de Vega/Zorro
- 1925: Ben-Hur: A Tale of the Christ (névtelenül) – kocsiverseny néző
- 1926: A fekete kalóz (The Black Pirate) – a Fekete Kalóz
- 1927: The Gaucho – a gaucsó
- 1929: A vasálarcos (The Iron Mask) – D’Artagnan
- 1929: Makrancos hölgy (The Taming of the Shrew) – Petruchio
- 1930: Terra Melophon Magazin Nr. 1 – (episode „Welches ist ihr Typ”)
- 1930: Reaching for the Moon – Larry Day
- 1932: Mr. Robinson Crusoe – Steve Drexel
- 1934: Don Juan magánélete (The Private Life of Don Juan) – Don Juan